# Kramerolidia albifasciata
Kramerolidia albifasciata är en insektsart som beskrevs av Metcalf 1954. Kramerolidia albifasciata ingår i släktet Kramerolidia och familjen dvärgstritar. Inga underarter finns listade i Catalogue of Life.